# Homoneura lordhowensis
Homoneura lordhowensis är en tvåvingeart som beskrevs av Kim 1994. Homoneura lordhowensis ingår i släktet Homoneura och familjen lövflugor. Inga underarter finns listade i Catalogue of Life.